# 大阪文学学校
大阪文学学校（おおさかぶんがくがっこう）は、1954年に創設された文学創作を中心にした学校。通称文校。

## 概要
1973年に設立された社団法人大阪文学協会が運営している。校長は2001年から長谷川龍生、2014年から細見和之。
出版部門として、葦書房を運営し、文芸誌『樹林』をここから発行している（在校生の作品コンテストで選ばれた「在校生作品特集号」が年2回、通信教育生のスクーリング用テキストとして「通信教育部作品集」が年4回）。基本的に在校生の作品の発表の場であり、同人誌の位置づけである。『三田文学』をはじめ各誌の同人誌評に取り上げられる作品も多く、文藝春秋社の雑誌『文学界』に「半期同人雑誌優秀作」として掲載されるほどの作品も過去多数輩出している。
これまでに、作家では芥川賞を受賞した田辺聖子や玄月、直木賞を受賞した朝井まかて、また福本武久や木辺弘児ら、詩人ではH氏賞を受賞した井上俊夫や青木はるみ、また三井葉子や司茜らを輩出した。2014年時点で、在籍者数の累計は1万2500人にのぼる。

### 授業内容
講師だけでなくクラス全員で提出作品を読みあい、お互いに感想や批評を述べあう作品合評が中心。通信教育部では、提出作品に対して講師が個別評を行うほか、スクーリングにて作品合評を行う。
また、全校生を対象とした公開講座が随時開催されている。合評ではなく講義形式で行われ、在校生だけでなく一般にも公開されている。

### カリキュラム
夜間部・昼間部・通信教育部から成り、それぞれ小説クラス、詩・エッセイクラスがある。通信教育部のみ、エッセイ・ノンフィクションクラス、自分史・記録クラスがある。
入学は、春期（4月）と秋期（10月）に受け付けている。入学資格は特になく、小学生が在籍したこともある。
入学1年目を本科、2年目を専科、3～4年目を研究科とし、それぞれ所定のクラスに所属する。研究科までの4年間を修了した後も在籍する際は、学友として、専科および研究科のクラスのいずれかに所属することとなる。

## 沿革
- 1954年 - 日本文学学校（東京で1953年11月新日本文学会館に創立、現「文藝学校」）開校に触発された松岡昭宏が大阪社会主義青年同盟の同志たちに呼びかけて、「大阪詩の教室」の受講生を公募。小野十三郎らが発起人となり、大阪総評、華僑メディア「国際新聞」（後に『大阪新夕刊』となる）を発行していた国際新聞社（社長・黄萬居[9]）の後援を得て、大阪北区のPLP会館（1951年に開館、社団法人平和と自由と繁栄の会館運営）に事務局をおいた。同年7月5日、「大阪詩の教室」を発展させ、「大阪文学学校」として、第1次本科1期入学式を開催。
- 1960年11月 - 雑誌「大阪文学学校」を創刊。
- 1962年 - 「大阪文学学校」終刊、「新文学」（のちに「文学学校」、さらに「樹林」に改題）を創刊。
- 1963年 - 昼間部および通信教育部を新設。
- 1964年 - 創立10周年を記念して「大阪文学学校賞」を創設、後年も随時開催。
- 1967年 - 出版部門として、葦書房設立。
- 1968年 - 在籍者数がピーク（約650人）に達する[7]。
- 1971年 - 大阪文化賞（郷土文化）受賞[10]。
- 1973年 - 社団法人大阪文学協会設立。新谷町第一ビル3階に移転。
- 1999年 - 創設から1991年まで初代校長を務めた詩人小野十三郎を記念して小野十三郎賞を創設（大阪文学協会主催）。

## これまでに関わった講師
チューターや講師として関わった人物を記す（「大阪詩の教室」時代を含む）。
- 青木はるみ
- 足立巻一[11]
- 荒川洋治
- 井上俊夫
- 梅原猛
- 大江健三郎
- 岡部伊都子
- 小野十三郎
- 開高健
- 川崎彰彦
- 木辺弘児
- 金時鐘
- 金達寿
- 倉橋健一
- 黒岩重吾
- 黒田了一
- 桑原武夫[11]
- 小島輝正
- 小寺正三
- 高木敏克
- 高階杞一
- 高橋和巳
- 竹中郁
- 田辺聖子
- 鶴見俊輔
- 長沖一
- 灰谷健次郎
- 長谷川龍生
- 福元早夫
- 富士正晴
- 細見和之
- 堀田善衛
- 真継伸彦
- 真弓創
- 眉村卓
- 港野喜代子
- 山田兼士
- 冨上芳秀
- 矢内原伊作[11]
- 米倉斉加年

## 出身者・講師の受賞歴

### 芥川賞の受賞者・候補者
7名（計10回）の候補者がおり、うち2名が受賞している。
- 第39回（1958年上半期） - 北川荘平「水の壁」※直木賞と同時ノミネート
- 第50回（1963年下半期） - 田辺聖子「感傷旅行」※受賞
- 第56回（1966年下半期） - 竹内和夫「孵化」
- 第61回（1969年上半期） - 奥野忠昭「煙へ飛翔」
- 第63回（1970年上半期） - 奥野忠昭「空騒」
- 第85回（1981年上半期） - 上田真澄「真澄のツー」
- 第87回（1982年上半期） - 木辺弘児「水果て」
- 第92回（1984年下半期） - 木辺弘児「月の踏み跡」
- 第121回（1999年上半期） - 玄月「おっぱい」
- 第122回（1999年下半期） - 玄月「蔭の棲みか」※受賞

### 直木賞の受賞者・候補者
5名（計8回）の候補者がおり、うち1名が受賞している。
- 第39回（1958年上半期） - 北川荘平「水の壁」※芥川賞と同時ノミネート
- 第43回（1960年上半期） - 北川荘平「企業の伝説」
- 第54回（1965年下半期） - 北川荘平「企業の過去帳」
- 第55回（1966年上半期） - 北川荘平「白い塔」、田中ひな子「善意通訳」
- 第92回（1984年下半期） - 津木林洋「贋マリア伝」
- 第150回（2013年下半期） - 朝井まかて「恋歌」※受賞
- 第152回（2014年下半期） - 木下昌輝「宇喜多の捨て嫁」

### その他の文学賞
継続的に、多くの文学賞に受賞者を出している。

#### 1950年代
- 1957年 - 井上俊夫『野にかかる虹』第7回H氏賞

#### 1960年代
- 1962年 - 岡保夫「火の見える風景」新日本文学賞佳作

#### 1970年代
- 1974年 - 小野十三郎『拒絶の木』第26回読売文学賞詩歌俳句賞
- 1975年 - 佐々木国広「乳母車の記憶」第10回北日本文学賞
- 1977年 - 三井葉子「浮舟」第1回現代詩女流賞、奥野忠昭「姥捨て」第2回神戸文学賞
- 1978年 - 福元早夫「足並みそろえて」第16回新日本文学賞、枝村たつ江「風の吹く日」第4回部落解放文学賞佳作、福本武久「電車ごっこ停戦」第14回太宰治賞、三木一郎「重い雨」第1回歴史文学賞
- 1979年 - 高木敏克「溶ける闇」第4回神戸文学賞

#### 1980年代
- 1979～1981年 - 広岡昌子：第1回年刊現代詩新人賞、大上ミツ子：ケネス・レクスロス詩賞佳作
- 1980年 - 押田ゆき子「合わせ鏡」第4回日本随筆家協会賞
- 1981年 - 吉保知佐「待つ父」第10回ブルーメール賞、稲垣恵雄「たもうたん」第1回わたぼうし文学賞
- 1982年 - 青木はるみ『鯨のアタマが立っていた』第32回H氏賞、日野範之「部落解放の文学」第7回部落解放文学賞、姜英子「ふるさと」第8回部落解放文学賞佳作
- 1983年 - 平田俊子「鼻茸について」第1回現代詩新人賞、四宮秀二「落陽の海」第5回徳島作家協会賞、杉林稔「月蝕」第5回徳島作家協会賞、長野奠子「石の中に産んだ女たち」第9回部落解放文学賞佳作
- 1984年 - 村上章子「四月は残酷な月」第27回中央公論女流新人賞、山本英子：第22回現代詩手帖賞受賞
- 1985年 - 早野貢司「朝鮮人街道」第61回文學界新人賞、桜井康子「ながい影」第27、28回郵政文芸賞
- 1986年 - 金時鐘『「在日」のはざまで』第40回毎日出版文化賞、須海尋子「見えない町」第13回部落解放文学賞、芦田千恵美「土の声」第13回部落解放文学賞佳作、西口典江「凍結幻想」第4回大阪女性文芸賞

#### 1990年代
- 1993年 - 石村和彦「贋物」第5回舟橋聖一顕彰青年文学賞
- 1994年 - 司茜「若狭に想う」第4回日本海文学大賞詩部門大賞、金真須美「偽ダイヤを弔う」第12回大阪女性文芸賞
- 1997年 - 中塚鞠子『駱駝の園』第8回富田砕花賞
- 1998年 - 貞久秀紀『空気集め』第48回H氏賞、玄月「舞台役者の孤独」文學界1998年下半期同人雑誌優秀作
- 1999年 - 三井葉子『草のような文字』第14回詩歌文学館賞、山村睦「あいつのためのモノローグ」第17回大阪女性文芸賞、苗村吉昭『武器』第13回福田正夫
- 2000年 - 青木和「イミューン」で第1回日本SF新人賞佳作

#### 2000年代
- 2001年 - 井上豊萌「ボタニカル・ハウス」第19回大阪女性文芸賞
- 2002年 - 小川内初枝「緊縛」第18回太宰治賞
- 2003年 - 小林ゆり「たゆたふ蝋燭」（「真夜中のサクラ」に改題）第19回太宰治賞、吉澤薫「遮断機」第21回大阪女性文芸賞
- 2004年 - 岸田るり子「屍の足りない密室」（「密室の鎮魂歌」に改題）第14回鮎川哲也賞、沼田まほかる「九月が永遠に続けば」第5回ホラーサスペンス大賞
- 2005年 - 高木智視「KASAGAMI」第12回三田文学新人賞、深沢晶子「親友」第13回やまなし文学賞小説部門佳作、米川忠臣「秋桜の迷路」第13回やまなし文学賞小説部門佳作、川上明日夫『夕陽魂』第16回富田砕花賞
- 2006年 - 飛田一歩「最後の姿」第40回北日本文学賞、藤岡陽子「結い言」第40回北日本文学賞選奨、岩代明子「トカゲ」文學界2006年下半期同人雑誌優秀作、苗村吉昭『オーブの河』第17回富田砕花賞
- 2007年 - 仲村渠芳江「バンドルの卵」第30回山之口貘賞、佐々木国広「バトンダンス」第1回エルマール文学賞、奥野忠昭「電車ともだち」文學界2007年下半期同人雑誌優秀作、朝比奈敦「国境（はて）」文學界2007年下半期同人雑誌優秀作
- 2008年 - 榊原隆介「おおづちメモリアル」第9回内田百閒文学賞、奈良美那「埋もれる」第3回日本ラブストーリー大賞、朝井まかて「実さえ花さえ、その葉さえ」（単行本化時に「実さえ花さえ」、文庫本化時に「花競べ 向嶋なずな屋繁盛記」に改題）第3回小説現代長編新人賞奨励賞、冨上芳秀「アジアの青いアネモネ」第4回関西詩人協会賞、大西智子「ベースボール・トレーニング」第26回大阪女性文芸賞
- 2009年 - 西村郁子「ウロボロスの亀」三田文学・文學界2009年下半期同人雑誌優秀作、邢彦（けいえん）「熊猫（ぱんだ）の囁き」第2回さくらんぼ文学新人賞、遠藤まこ「まどろみ」第45回香川菊池寛賞、古井らじか「光の中のイーゼル」第44回岡山県文学選奨小説A部門

#### 2010年代
- 2010年 - 伊藤幸子「花の独身」NHK銀の雫文芸賞2010、ぱんちょんじゃ「母の他郷暮らし（タヒャンサリ）」第4回“賞・地に舟をこげ”
- 2011年 - 斉藤せち「大部屋の源さん」第14回長塚節文学賞、Yuuko『欠けたヴィーナス』第7回新潟出版文化賞優秀賞、美馬翔さん「波ゆるる」第5回神戸エルマール文学賞、高橋陽子「二等辺と錯覚形」三田文学・文學界2011年下半期同人雑誌優秀作、あびる諒「刺身」第33回熊本県民文芸賞小説部門、馳平啓樹「きんのじ」第113回文學界新人賞、くるみざわしん「コンピューター」第37回部落解放文学賞、金時鐘『失くした季節』第41回高見順賞、司茜『塩っ辛街道』第22回富田砕花賞
- 2012年 - 沼田まほかる「ユリゴコロ」第14回大藪春彦賞、細見和之『家族の午後』第7回三好達治賞、大野直子『化け野』第22回日本詩人クラブ新人賞、夏当紀子「ゆれる、膨らむ」三田文学・文學界2012年上半期同人雑誌優秀作、古井らじか「メリーゴーランド」第47回岡山県文学選奨小説B部門、木下昌輝「宇喜多の捨て嫁」第92回オール讀物新人賞、光本正記「白い夢」（「紅葉街駅前自殺センター」に改題）第8回新潮エンターテイメント大賞
- 2013年 - 細田傳造 『谷間の百合』第18回中原中也賞、麻宮ゆり子（旧名：小林ゆり）「敬語で旅する四人の男」第7回小説宝石新人賞、池田順子『水たまりのなかの空』第23回日本詩人クラブ新人賞、川上明日夫『往還草』第6回更科源蔵文学賞、芦原瑞祥「妄想カレシ」第31回大阪女性文芸賞、朝井まかて『恋歌』本屋が選ぶ時代小説大賞2013
- 2014年 - 奥田寿子「女ともだち」三田文学・文學界2014年上半期同人雑誌優秀作、林美佐子『鹿ヶ谷かぼちゃ』第64回H氏賞最終候補、大西智子「カプセルフィッシュ」第8回小説宝石新人賞

## その他
- 田辺聖子の自伝的ドラマである2006年度下半期NHK連続テレビ小説「芋たこなんきん」には、大阪文学学校をモデルとした「浪速文学学校」が登場する。
- 現代芸術家の森村泰昌は、高校や短大の非常勤講師を務めていた27歳の頃、大阪文学学校（当時開設されていた児童文学コース）に在籍していた[14]。当時の講師陣には詩人の佐々木幹郎がいたが[15]、その父親で画家の佐々木節雄は、森村の高校時代の恩師である[16]。

## 交通
- OsakaMetro（谷町線・長堀鶴見緑地線）谷町六丁目駅 4番出口より南へ徒歩3分